# Contea di Fu
La contea di Fu (富县S, Fù XiànP) è una contea della Cina, situata nella provincia dello Shaanxi e amministrata dalla prefettura di Yan'an.